# The Muse
The Muse – album wydany przez Eltona Johna w sierpniu 1999 jako ścieżka dźwiękowa filmu fabularnego Muza (The Muse).
Był to czwarty soundtrack w dorobku artysty od czasów Friends z 1971, Król lew z 1994 i Elton John and Tim Rice’s Aida wydanym wcześniej tego samego roku.
Kolejny soundtrack, tym razem do animowanego filmu Droga do El Dorado został zrealizowany rok później.

## Lista utworów
1. „Driving Home”
2. „Driving to Universal”
3. „Driving to Jack's”
4. „Walk of Shame”
5. „Better Have a Gift”
6. „The Wrong Gift”
7. „The Aquarium”
8. „Are We Laughing”
9. „Take a Walk with Me”
10. „What Should I Do?”
11. „Back to the Aquarium”
12. „Steven Redecorates”
13. „To the Guesthouse”
14. 'The Cookie Factory”
15. „Multiple Personality”
16. „Sarah Escapes”
17. „Back to Paramount”
18. „Meet Christine”
19. „The Muse”
20. „The Muse” (Remiks: Jermaine Dupri)